# Liban na Zimowych Igrzyskach Olimpijskich 2014
Liban na Zimowych Igrzyskach Olimpijskich 2014 reprezentowało dwóch zawodników.

## Narciarstwo alpejskie
Mężczyźni
- Alexandre Mohbat

| Konkurencja   | Zawodnik         | Zjazd 1. | Zjazd 1. | Zjazd 2. | Zjazd 2. | Suma    | Miejsce |
| Konkurencja   | Zawodnik         | Czas     | Miejsce  | Czas     | Miejsce  | Suma    | Miejsce |
| ------------- | ---------------- | -------- | -------- | -------- | -------- | ------- | ------- |
| Slalom gigant | Alexandre Mohbat | 1:38.96  | 75.      | 1:38.89  | 69.      | 3:17.85 | 69.     |
| Slalom        | Alexandre Mohbat | 1:03.77  | 75.      | 1:18.02  | 42.      | 2:21.79 | 42.     |

Kobiety
- Jacky Chamoun

| Konkurencja | Zawodniczka   | Zjazd 1. | Zjazd 1. | Zjazd 2. | Zjazd 2. | Suma    | Miejsce |
| Konkurencja | Zawodniczka   | Czas     | Miejsce  | Czas     | Miejsce  | Suma    | Miejsce |
| ----------- | ------------- | -------- | -------- | -------- | -------- | ------- | ------- |
| Slalom      | Jacky Chamoun | 1:16.05  | 58.      | 1:12.69  | 48.      | 2:28.74 | 47.     |